# Greenville (South Carolina)
 For alternative betydninger, se Greenville. (Se også artikler, som begynder med Greenville)
Greenville er en by i Greenville County, South Carolina i USA. Greenville er sæde for Greenville County. Greenvilles indbyggertal er 61.397. Knox White har været byens borgmester siden 1995. 

## Historie
Greenville var oprindelig kendt som Pleasantburg, før navnet i 1831 blev ændret til Greenville, som måske stammer fra Nathanael Greene.
Greenville var en træningslejr for den amerikanske hær under 1. verdenskrig. Under 2. verdenskrig anlagde USA's luftvåben Donaldson Air Force Base i byen, hvilket var meget vigtigt for økonomien. Donaldson var militærbase indtil 1960'erne, hvor området blev givet til Greenville som en erhvervspark.

## Geografi
Greenville har et areal på 68 km². Byen ligger omtrent lige langt fra Atlanta i Georgia og Charlotte i North Carolina. Byen ligger også tæt på bjergkæden Blue Ridge Mountains, som er en del af Appalacherne, samt Sassafras Mountain, det højeste bjerg i South Carolina. 

## Uddannelse
Greenvilles skoledistrikt hedder Greenville County School District, som er det største i Greenville County, med 14 high schools (gymnasier), 18 middle schools (mellemskoling og udskoling) og 50 elementary schools (indskoling og børnehave) i distriktet. Greenville er også hjemsted for South Carolina Governor's School for the Arts & Humanities, en kostskole for børn med kunstnerisk talent.

### Universiteter
Greenville er hjemsted for Greenville Technical College, et community college grundlagt i 1960. Greenville er også hjemsted for Furman University og Bob Jones University, som begge er kristne universiteter.